# 京谷弘司
京谷 弘司（きょうたに こうじ、1944年 - ）は、日本のバンドネオン奏者。

## 略歴
1944年生まれ。大阪出身。1965年、『早川真平とオルケスタ・ティピカ東京』に、バンドネオン奏者として入団する 。
1975年、独立し『京谷弘司タンゴトリオ』を結成する。レコード録音やコンサートで、一世を風靡する。1982年に初来日したアストル・ピアソラより、「近い将来アストル ・ピアソラのライバルとなるコウジへ！素晴らしい音楽に乾杯！」とのメッセージをいただく。1985年にアルゼンチンに渡る。日本に帰国後、中国に行き、北京・天津で公演し、好評を得る。1986年および翌年1987年に来日したホセ・コランジェロ楽団と共演する。1996年、京谷弘司自身が率いる『クァルテート・タンゴ』のCD『レコルダシオン』が、発売される。1998年8月、ブエノスアイレスの国立セルバンテス劇場にてオルケスタ・ティピカ東京のバンドネオンソリスタとして出演する。
レパートリーは、アストル・ピアソラ作品や、その他タンゴの名曲のほか、京谷弘司オリジナル曲もある。また、バンドネオン奏者として日本フィルハーモニー交響楽団を始めとして名門オーケストラと、ピアソラ作品での共演を手がける。

## CD
- RECORDACION（1996年）
- MONOLOGUE（2003年）